# 자바 침공
1811년 자바 침공(Invasion of Java in 1811)은, 나폴레옹 전쟁(Napoleonic Wars) 기간인 1811년 8월에서 9월 사이에 네덜란드령 동인도 자바섬(Dutch East Indian island of Java)에서 발생한 영국의 수륙 협공 작전이다. 원래는 네덜란드 공화국(Dutch Republic)의 식민지로서 건립된 자바는 프랑스 대혁명과 나폴레옹 전쟁 시기에도 네덜란드 치하에 있었다. 1795년 프랑스인들은 네덜란드 공화국을 침공하여 바타비아 공화국(Batavian Republic)을 수립하였고, 1806년에는 홀란트 왕국(Kingdom of Holland)을 공격하였다. 1810년, 홀란트 왕국은 제1차 프랑스 제정(First French Empire)에 합병되었고, 자바는 명목상 프랑스 식민지가 되었지만, 네덜란드인들이 계속해서 통치하고 수호하였다.
1809~1810년 서인도제도 내 프랑스 식민지들이 몰락하고, 1810~1811년 프랑스의 모리셔스(Mauritius) 점령에 대항하여 발생한 전쟁 이후, 네덜란드령 동인도제도(Dutch East Indies)가 주목받았다. 1811년 4월, 인도에서 원정대가 파견되었고, 지시에 따라 1개 프리깃함 소함대가 자바섬을 순찰하면서 선박을 습격하였고, 순찰 중 임기표적(target of opportunity)으로 지목된 자바섬에 대한 수륙 협공 작전이 수행되었다. 영국군은 8월 4일에 상륙하였고, 8월 8일 무방비 상태의 바타비아(Batavia)가 항복하였다. 방자(defenders) 측은 이전에 마련된 요새 진지인 코르넬리스 요새(Fort Cornelis)로 후퇴했고, 영국군은 이를 포위하여 8월 26일 이른 아침에 함락시켰다. 남은 방자인 네덜란드와 프랑스 직업군인(regular)과 원주민 민병대(native militiaman)은 후퇴하였지만 영국군에게 추격당하였다. 수륙 협공과 육지 공격을 통해 영국군은 남은 요새들마저 대부분 함락시켰고, 9월 16일, 살라티가(Salatiga)는 항복, 이어서 9월 18일에는 자바섬 전체가 공식적으로 영국에 항복하였다.
남은 나폴레옹 전쟁 기간 동안, 자바섬은 영국군의 수중에 떨어졌다. 그러나 1814년 런던 합의(Convention of London)를 통하여 네덜란드는 자바섬을 수복했다.

## 배경

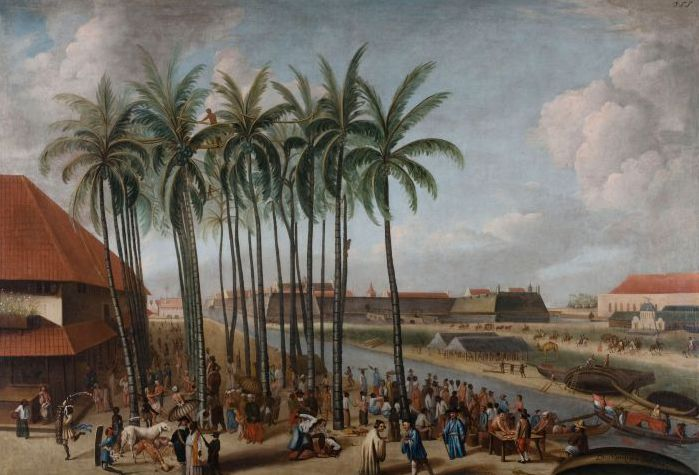
네덜란드령 동인도제도 수도인 바타비아, 배경에는 그 성채

수년간 네덜란드는 프랑스의 통치를 받았고, 이미 영국과의 전쟁에 놓여 있었다. 1807년, 강경 친불파인 헤르만 빌럼 다엔델스(Herman Willem Daendels)가 네덜란드령 동인도제도 총독(Governor General)에 취임했다. 1808년, 다엔델스는 프랑스 사나포선(privateer) 비르지니에 호(Virginie)를 타고 자바섬에 도착했고, 영국군의 포위 위협에 맞서 자바섬 무장을 강화하였다. 특히 다엔델스는 바타비아 남쪽에 참호로 둘러싸인 코르넬리스 요새를 건설했다. 도한 다엔델스는 병원, 병영, 무기창, 군사대학을 신설하여 자바섬 방어를 향상시켰다.
1810년, 네덜란드는 공식적으로 프랑스에 합병되었다. 나폴레옹(Napoleon)은 다엔델스를 대신할 총독으로 얀 빌럼 얀센스(Jan Willem Janssens)를 임명하였다. 얀센스는 케이프 식민지(Cape Colony) 총독을 역임한 적이 있었다. 1806년 블라우버그 전투(Battle of Blaauwberg)에서 영국군에게 패배하여 항복하기도 했다. 얀센스는 조제프-프랑소와 라울(Joseph-François Raoul) 지휘하에 있던, 프리깃함 메두스(Méduse) 호, 프리깃함 님프(Nymphe) 호, 자바섬 지원 명령을 받은 콜베트함(corvette) 사포(Sappho) 호로 구성된 프랑스 프리깃함 분대와 함께 갔다. 프랑스 경보병 부대 수백 명과 고위 프랑스 장교 몇 명이 함께 했다. 1811년 4월, 이들은 무사히 자바섬에 도착하였다. 9월 2일, 프리깃함 분대는 수라바야(Surabaya)에 도착하였다. 이때 32문의 소총을 장착한 영국 국적 프리깃함 HMS 부세팔루스(HMS Bucephalus) 호가 미행하였다. 2일 후, 또다른 영국선박 HMS 바라쿠타(HMS Barracouta)가 함께 추적하였지만, 9월 8일 양측 간 접촉이 끊겼다. 4일 후, 메두스 호와 님프 호는 부세팔루스를 추격하였고, 다음날 추격으로부터 벗어나 양측간 접촉이 끊겼다. 1811년 12월 22일, 함대는 프랑스 브레스트(Brest)로 돌아갔다.
영국군은 네덜란드령 동인도제도 암본 섬(Ambon Island)과 몰루카 제도(Molucca Islands]를 이미 점령하였다(향료 제도 침공Invasion of the Spice Islands). 1809~1811년 모리셔스 원정(Mauritius campaign)에서, 영국군은 프랑스령 레위니옹(Réunion)과 모리셔스(Mauritius)를 점거하였다. 영국 동인도회사(British East India Company) 관료이자, 네덜란드가 프랑스에 합병되었을 당시 말라카(Malacca) 내의 네덜란드인들의 정착지를 떠나야 했던 토머스 스탬퍼드 래플스(Sir Thomas Stamford Raffles)는 인도 총독 민토 경(Lord Minto) 즉, 제1대 민토 백작 길버트 엘리엇머리키닌먼드에게, 자바는 물론 다른 네덜란드 식민지를 함락시켜야 한다고 제안했다. 민토 백작은 모리셔스 원정에서 이끌었던 거대한 병력을 가지고 있는 상태에서 이 제안을 흔쾌히 수락했으며, 직접 원정에 나서고자 제안하였다.

### 해군 습격
원정 이전부터, 영국 해군(the Navy)은 자바섬 연안으로부터 멀리 떨어져서 활동하고 있었다. 1811년 5월 23일, 프랜시스 드레이크 경(Sir Francis Drake) 파견대가 수라바야에서 떨어진 곳에서 14척의 네덜란드 포함으로 구성된 1개 소함대를 공격하였고, 9척을 나포하였다. 자바섬 북서부의 메락(Merak)은 공격을 받았고, 7월 30일 도시를 방어하는 요새는 민덴(Minden)과 레다(Leda)의 파견대가 파괴하였다. 같은날, 프로크리스(Procris)는 프랑스 깃발을 내건 네덜란드 포함(gunboat) 6척으로 구성된 1개 소함대를 공격하여 5척을 나포하고 1척을 파괴하였다.

## 침공

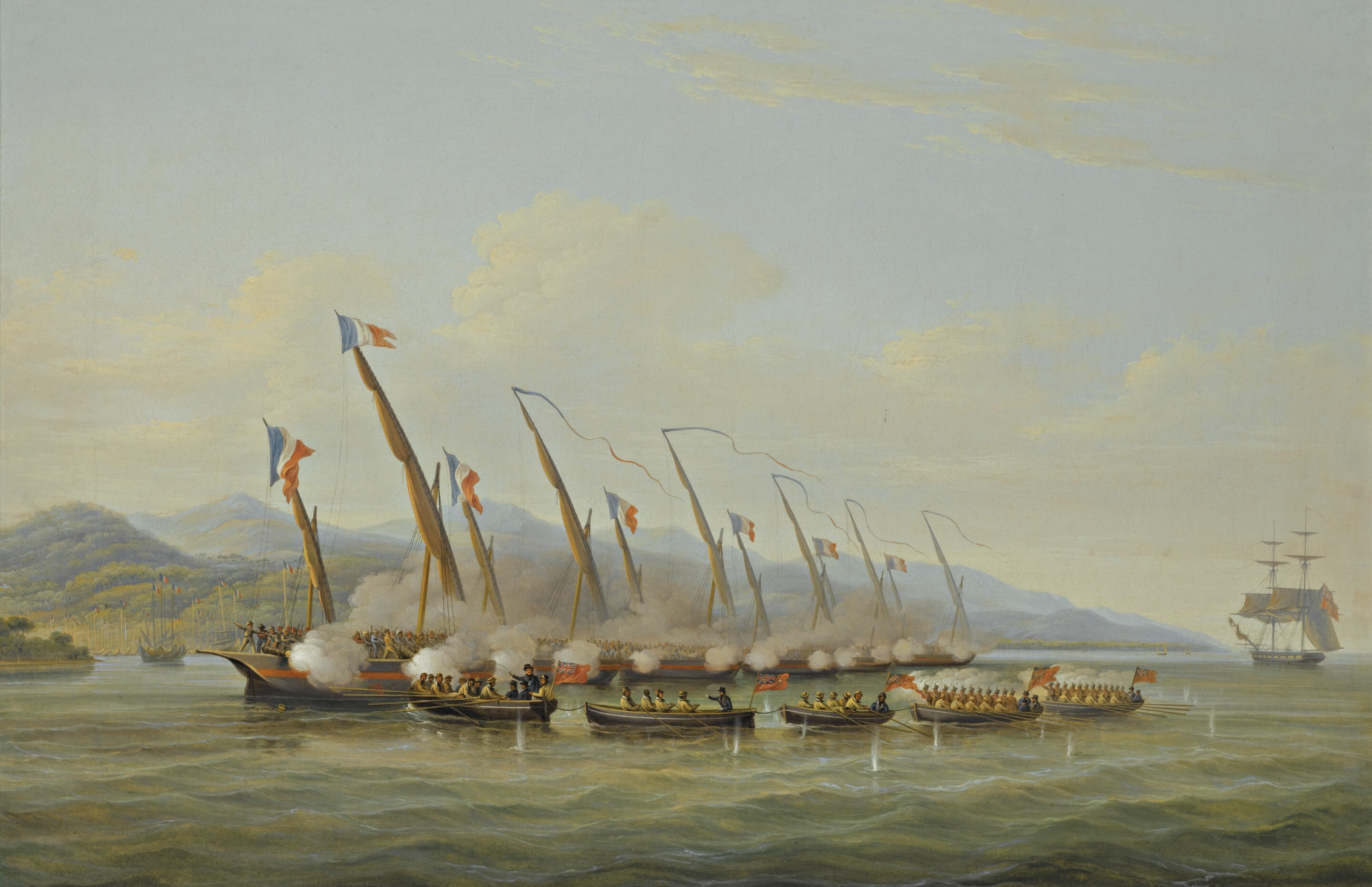
1811년 7월, 로버트 몬셀 대령(Captain Robert Maunsell)이 인드라마요(Indramayu) 어귀에서 프랑스 포함들을 나포하였다.

영국군은 처음에 부함장(Vice-Admiral) 윌리엄 오브라이언 드러리(William O'Bryen Drury)의 지휘하에, 그리고 1811년 3월 드러리의 사망 후에, 해군준장(Commodore) 윌리엄 로버트 브로우튼(William Robert Broughton)은 1811년 초에 인도 기지들 내에서 모였다. 군대의 제1분함대(the first division)는 중령(Colonel) 롤로 질레스피(Rollo Gillespie)의 지휘하에, 대령(Captain) 크리스토퍼 콜(Christopher Cole)이 36문 포의 캐롤린(Caroline)에 탑승하여 지휘하는 1개 소함대의 호위를 받으면서 4월 18일 마드라스(Madras)를 떠났다. 5월 18일, 이들은 페낭(Penang)에 도착하였다. 5월 21일에는 제2분함대는 소장(Major-General) 프레데릭 아우구스투스 웨더럴(Frederick Augustus Wetherall)이 이끄는 제2분함대가 캘커타(Calcutta)를 떠났다. 이들은 대령 플릿우드 펠류(Fleetwood Pellew)가 38문 장착의 파에톤(Phaeton)호에 탑승하여 지휘한 1개 소함대의 호위를 받았다. 두 개의 함대는 함께 항해하여, 6월 1일에 말라카(Malacca)에 도착하였다. 이곳에서 이들은 벵갈(Bengal)에서 온 중장(Lieutenant-General) 사무엘 오치머티 경(Sir Samuel Auchmuty)이 이끌고 74개 총이 장착된 해군 준장(Commodore) 브로튼(Broughton)의 호위를 받는 1개 분대와 접촉하였다.HMS Illustrious. 오치머티와 브로튼은 각각 육군과 해군의 총사령관(commander in chief)이 되었다. 병력이 합쳐지면서 오치머티는 약 11,960명의 군인을 지휘하였고, 이전 인원은 이중 질병으로 약 1,200명이 감소되었다. 질병으로 여정을 할 수 없는 인원은 말라카에 내려주었고, 6월 11일 함대는 계속 항해하였다. 경로 위에 다양한 지점에서 정착한 후, 이들 군대는 6월 30일 인드라마유(Indramayu)를 출발하였다. 7월 31일, 함장(Captain) 마운셀(Maunsell)은 범선(sloop) 프로크리스(Procris)를 지휘하였고, 쾌속범선(proa) 40~50척으로 이뤄진 호송대를 하나 발견하였다. 이는 인드로마요 강(Indromayo river) 어귀에 있는 프랑스 포함 6척의 호위를 받았다. 출항하자, 이들은 포함 5척을 연달아 승선하여 나획할 수 있었다. 6번째 함선은 폭파시켰다. 그러나 반면에 호송대는 얕고 진흙펄의 강을 탈출하였다.
그곳에서 선단은 네덜란드 인원에 관한 정탐을 잠시 기다렸다. 중령(Colonel) 맥켄지(Mackenzie)는 해안을 정탐하도록 파견되었던 사무관으로서, 바타비아 동쪽의 무방비 상태의 어촌12 마일 (19 km) 칠린칭(Cilincing)에서 착륙지를 발견하였다. 8월 4일, 마란디 강(Marandi River)에 선단이 닻을 내렸고, 오후 2시에 군대를 내리기 시작하였다. 방어자들은 순식간에 체포되었다. 영국군 8천명이 착륙할 때까지, 프랑스-네덜란드 군대가 착륙을 막기 위하여 도착하기 전에 6시간이 흘렀다. 소규모 접전이 선발대 간에 벌어졌고, 프랑스-네덜란드 군대는 격퇴당하였다.

### 바타비아의 몰락
영국군의 상륙이 성공적으로 이뤄졌다는 것을 알자 마자, 얀센스(Janssens)는 바타비아에서 8,000~10,090명의 군대를 철수시켰다. 이후 코르넬리스 요새(Fort COrnelis)에 군대를 배치하였다. 영국은 바타비아로 진군하였다. 8월 8일 무방비 상태의 바타비아에 도착하였다. 브로우튼과 오치머티가 사유재산권 존중을 약속한 후에야, 바타비아는 해병대령 질스피(Gillespie)의 지휘 하에 있던 군대에 항복하였다. 영국군은 마을 일부가 불에 탔다는 사실에 실망하였다. 커피나 설탕과 같은 상품들로 가득한 창고들이 노략당하거나 침수되었다. 포획 상금(prize money)을 창고에서 약탈하였다. 1811년 8월 9일, 영국 왕실 해군 소장(Rear-Admiral) 로버트 스탑포드(Robert Stopford)는 도착하였고 너무 조심스럽다고 판단된 해군준장 브로우튼을 대체하였다. 스톱포드는 해군소장 앨비말 버티(Sir Albemarle Bertie, 1st Baronet)를 희망봉 총지휘관으로 대체하라는 명령을 가지고 있었지만, 도착하자마자 그는 해군중장(Vice-Admiral) 드러리(Drury)의 죽음과 자바 원정 계획을 알게 되었고, 그렇게 계속 여정을 하였다.

### 영국의 진공
제독 얀센스는 영국군의 상륙을 저지하는 것보다는 질병과 열대 기후에 의존하여 영국군을 약화시키려 하였다. 영국군은 얀센스의 근거지를 진군하였고, 가는 곳마다 적진을 쳐부수었다. 네덜란드 군대와 벨테브레덴(Weltevreeden) 해군 기지는 8월 10일 이후에 영국군에게 떨어졌다. 영국군의 전사자는 100명이 넘지 않았지만 수비군 네덜란드의 사망자는 300명 이상이 되었다. 한 전투에서 얀센스의 프랑스 부하 중 한명인 제독 알버티(Alberti)는 일부 영국 군사들을 푸른색 군복을 입은 네덜란드 병사들로 착각하여 죽임당하였다. 벨테브레덴은 코르넬리스 요새로부터 6마일 떨어져 있었다. 8월 20일, 영국 군대는 프랑스-네덜란드 진지로부터 600야드 떨어진 곳에 요새를 준비하기 시작하였다.

### 코르넬리스 요새 포위전

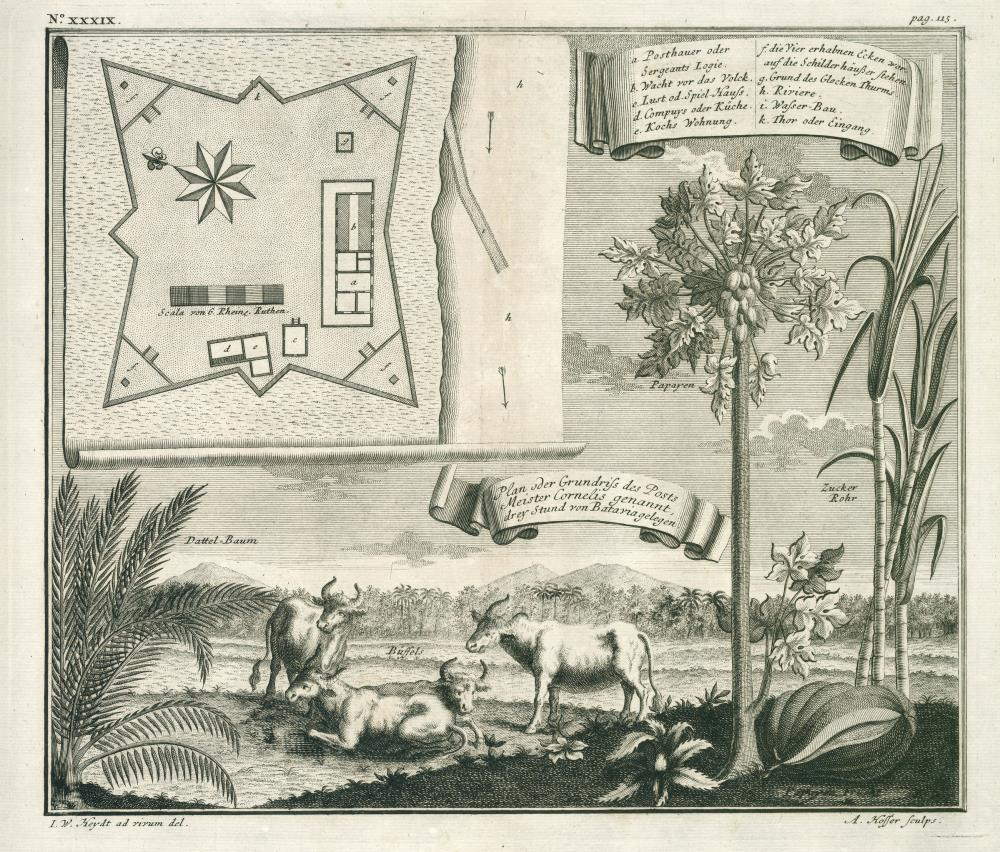
바타비아 코르넬리스 요새 도표

코르넬리스 요새는 길이 1마일(약 1.6km)에 너비 약 600~800야드(약 550~730m)에 해당한다.
280문 대포가 벽과 보루에 배치되었다. 방어자는 네덜란드, 프랑스, 동인도 군대의 집합이었다. 지역에서 길러진 동인도 부대는 충성과 효율성을 의심받았지만, 용맹한 셀레베스(Celebes) 포수가 있었다. 벨테브레덴의 포위된 기지는 코르넬리스 요새 포위를 할 수 있는 이상적인 요새였다. 8월 14일, 영국군은 중포와 군수품을 꺼내도록 하는 삼림과 후추 농장을 뚫고 추적을 수행하였다. 그리고 요새 북쪽에 포위전을 시작하였다. 며칠 동안 요새와 영국 포대 사이에 대포 공방전이 오고 갔고, 영국 해병과 니수스(Nisus) 선원으로 채워졌다.
8월 22일 아침, 요새로부터의 돌격은 영국 포대 3개를 단숨에 포위하였다. 이들은 벵갈 세포이(Bengal Sepoy)와 제69 보병대 일부가 이를 물리쳤다. 양쪽에서 화력전이 오고 갔으며, 8월 23일에는 잦아들었지만 다음날 24일에는 재개되었다. 탈영병이 롤로 질레스피를 도와 순식간에 보루 2개를 포위하도록 도울 때에 프랑스-네덜란드 진지는 더욱 악화되었다. 질레스피는 열병을 알아서 쓰러졌지만, 보루 1/3을 급습하였다. 프랑스 제독 조프레(Jauffret)는 포로로 붙잡혔다. 네덜란드 장교 2명 소령(Major) 홀스만(Holsman)과 소령 뮬러(Muller)는 자신을 희생시켜 보루의 무기고를 폭파시켰다.
그럼에도 보루 3개가 방어의 핵심이었다. 이들의 피해는 얀센스의 동인도 군대 대다수의 사기를 꺾었다. 네덜란드 군대도 손해가 컸고 프랑스의 지휘를 거절하였다. 8월 25일 밤중에, 영국군은 요새를 급습하고 격렬한 전투 끝에 이를 함락시켰다. 영국군은 630명의 사상자가 발생했다. 수비군은 더 많은 피해를 입었지만 장교들만이 전부 기록되었다. 40명이 죽었고 63명이 부상, 230명이 생포되었고, 프랑스 제독 2명이 포함되었다. 5,000 명이 생포되었다. 이중에는 3명 제독(general officer), 야전 장교(field officers) 34명, 70 선장(captain) 70명, 부관급 장교(subaltern officer) 150명도 포함되었다.. 1,000명은 요새에서 죽었고, 더 많은 사람이 추격전에서 사망하였다. 얀센스는 육군병사 몇 명만 데리고 부이텐조르크(Buitenzorg)로 탈출하였다. 그러나 영국군이 접근하자 마을은 포기할 수 밖에 없었다.
코르넬리스 요새 함락 후에 원정의 영국군의 8월 27일까지의 총손실은 다음과 같다. 육군, 사망 141명, 733명 부상, 13명 실종. 해군 15명 사망, 45명 부상, 3명 실종. 총 156명 사망, 788명 부상, 16명 실종이다.

### 이후의 행동
영국 왕실 해군 선박은 연안을 계속 순행하였다. 이는 임기 표적(target of opportunity) 공습을 만들기도 했다. 9월 4일, 프랑스 40문 프리깃함인 메뒤스(Méduse)와 낭프(Nymphe)는 수라바야(Surabaya)에서 탈출하려 하였다. 이들은 36문 HMS Bucephalus과 18문 HMS Barracouta에게 쫓겨, 바라쿠타(Barracouta)와의 연락이 끊겼다. 부세팔루스(Bucephalus)는 9월 12일까지 단독으로 이들을 추적하였다. 이때 프랑스 프리깃함이 나타나 앞지르고자 하였다. 부세팔루스의 지휘관 선장 찰스 펠리(Captain Charles Pelly)는 방향을 돌리며 추적하는 프랑스인을 모래톱 위까지 끌고 가려 했다. 그러나 프랑스인들은 위험ㅎ마을 보고 뱃머리를 돌려 추적을 포기하였고 유럽으로 귀환했다.
8월 31일, 프리깃함 HMS Hussar, HMS Phaeton, HMS Sir Francis Drake의 병력, 그리고 범선 HMS Dasher은 거대한 네덜란드 수비 병력과 직면해 있는 마두라섬(Madura Island)의 요새와 수메넵(Sumenep) 마을을 함락하였다. 마두라의 나머지와 일부 주변 섬들은 곧바로 영국의 지배하에 들어갔다. 9월 4일, 얀센스가 시레본(Cirebon)에 있다고 의심하여, 이들 군대는 HMS Lion, HMS Nisus, HMS President, HMS Phoebe, HMS Hesper에서 상륙하였다. 이는 수비병력들이 곧바로 항복하게 했다. 제독(General) 자멜(Jamelle)은 얀센스의 스탭 중 한 명으로 수메넵의 함락과 함께 체포되었다. 9월 12일, 타갈(Taggal) 마을과 요새는 HMS Nisus와 HMS Phoebe이 해안에 도착한 후에 항복하였다.
해군이 해안 도시를 점령할 때, 육군은 섬 내부로 밀고 들어갔다. 9월 3일, 얀센스는 왕자 프랑 위도노(Prang Wedono) 휘하의 기동력 좋은 비정규군 1,200명과 기타 자바인 민병대로 보강하였다. 9월 16일, 살라티가는 영국에 떨어졌다. 그날, 얀센스는 대령 사무엘 깁스(Samuel Gibbs) 휘하 영국군을 공격하였지만, 격퇴당하였다. 상당수의 원주민 민병대 대다수는 장교들을 죽였다. 정예 부대를 크게 잃자, 얀센스는 2일 후인 9월 18일에 항복하였다.

## 결과
네덜란드인들이 소유한 섬인 암보이나(Amboyna), 하로우카(Harouka), 사파루아(Saparua), 나소라우트(Nasso-Laut), 부루(Buru), 마니파(Manipa), 마나도(Manado), 코팡(Copang), 아메낭(Amenang), 케마르(Kemar), 투왕우(Twangwoo), 테르나테(Ternate)는 대위(Captain) 에드워드 터커(Edward Tucker) 군대에게 1810년에 항복하였다. 반면 대위 크리스토퍼 콜(Christopher Cole)은 반다제도(Banda Islands)를 점령하였고, 말루쿠 제도(Maluku Islands) 네덜란드 소유의 토지를 정복하는 것을 완료하였다. 자바는 동양에서 영국 지배가 아닌 식민지 중 가장 마지막 식민지가 되었다. 그리고 자바의 함락은 동양 해양에서의 영국 네덜란드 간의 전쟁 중에서 화려한 마지막을 선사하였다. 스탬포드 라플레스(Stamford Raffles)는 자바 부총관(Lieutenant Governor of Java)이 되었다. 라플레스는 네덜란드 행정 방식을 끝내고 토지소유권 체계를 자유화하였으며 교역을 확장하였다.
1814년 런던 합의(Convention of London)를 통하여 영국은 자바와 다른 동인도령을 새롭게 독립한 네덜란드 연합왕국(United Kingdom of the Netherlands에게 돌려주었다. 단 한가지 영국 점령의 잔재는 통행 방향이다. 영국은 차량이 좌측통행해야 한다는 법령을 내렸고, 이는 오늘날 인도네시아에서도 이어지고 있다.

## 전투의 영국 조직
원정대 명령을 맡기 위한 8월 9일 스탑포드의 선단은 다음과 같이 구성되었으며, 자바 해안 주변에서 산재해 있었다.
| 해군소장(Rear-Admiral) 스톱포드의 선단 | 해군소장(Rear-Admiral) 스톱포드의 선단 | 해군소장(Rear-Admiral) 스톱포드의 선단 | 해군소장(Rear-Admiral) 스톱포드의 선단 | 해군소장(Rear-Admiral) 스톱포드의 선단                    | 해군소장(Rear-Admiral) 스톱포드의 선단 |
| Ship | Rate                                   | Guns                                   | Navy                                   | Commander                                                 | Notes                                  |
| --- | -------------------------------------- | -------------------------------------- | -------------------------------------- | --------------------------------------------------------- | -------------------------------------- |
| HMS Scipion | Third rate                             | 74                                     |                                        | Rear-Admiral Hon. Robert Stopford Captain James Johnson   |                                        |
| HMS Illustrious | Third rate                             | 74                                     |                                        | Commodore William Robert Broughton Captain Robert Festing |                                        |
| HMS Minden | Third rate                             | 74                                     |                                        | Captain Edward Wallis Hoare                               |                                        |
| HMS Lion | Third rate                             | 64                                     |                                        | Captain Henry Heathcote                                   |                                        |
| HMS Akbar | Fifth rate                             | 44                                     |                                        | Captain Henry Drury                                       |                                        |
| HMS Nisus | Fifth rate                             | 38                                     |                                        | Captain Philip Beaver                                     |                                        |
| HMS President | Fifth rate                             | 38                                     |                                        | Captain Samuel Warren                                     |                                        |
| HMS Hussar | Fifth rate                             | 38                                     |                                        | Captain James Coutts Crawford                             |                                        |
| HMS Phaeton | Fifth rate                             | 38                                     |                                        | Captain Fleetwood Pellew                                  |                                        |
| HMS Leda | Fifth rate                             | 36                                     |                                        | Captain George Sayer                                      |                                        |
| HMS Caroline | Fifth rate                             | 36                                     |                                        | Captain Christopher Cole                                  |                                        |
| HMS Modeste | Fifth rate                             | 36                                     |                                        | Captain Hon. George Elliot                                |                                        |
| HMS Phoebe | Fifth rate                             | 36                                     |                                        | Captain James Hillyar                                     |                                        |
| HMS Bucephalus | Fifth rate                             | 36                                     |                                        | Captain Charles Pelly                                     |                                        |
| HMS Doris | Fifth rate                             | 36                                     |                                        | Captain William Jones Lye                                 |                                        |
| HMS Cornelia | Fifth rate                             | 32                                     |                                        | Captain Henry Folkes Edgell                               |                                        |
| HMS Psyche | Fifth rate                             | 32                                     |                                        | Captain John Edgcumbe                                     |                                        |
| HMS Sir Francis Drake | Fifth rate                             | 32                                     |                                        | Captain George Harris                                     |                                        |
| HMS Procris | Brig-sloop                             | 18                                     |                                        | Commander Robert Maunsell                                 |                                        |
| HMS Barracouta | Brig-sloop                             | 18                                     |                                        | Commander William Fitzwilliam Owen                        |                                        |
| HMS Hesper | Ship-sloop                             | 18                                     |                                        | Commander Barrington Reynolds                             |                                        |
| HMS Harpy | Sloop                                  | 18                                     |                                        | Commander Henderson Bain                                  |                                        |
| HMS Hecate | Brig-sloop                             | 18                                     |                                        | Commander Henry John Peachey                              |                                        |
| HMS Dasher | Sloop                                  | 18                                     |                                        | Commander Benedictus Marwood Kelly                        |                                        |
| HMS Samarang | Sloop                                  | 18                                     |                                        | Commander Joseph Drury                                    |                                        |
| 영국왕실해군 선박에 더하여, 동인도회사는 해군준장 존 헤이스(John Hayes)의 말라바르(Malabar)호가 지휘하여, 선박 약간에 서비스를 제공하였다. 동인도회사 선박으로는 아리엘(Ariel), 오로라(Aurora), 모닝턴(Mornington), 노틸러스(Nautilus), 사이키(Psyche), 테티스(Thetis), 베스탈(Vestal)이다. |                                        |                                        |                                        |                                                           |                                        |
| 수송선에 추가되고, 원정이 진행되면서 일부 포선이 포획되었을 때, 스톱포드는 100척에 가까운 선박을 지휘하였다. |                                        |                                        |                                        |                                                           |                                        |
| 군대에 동반된 영국 육군 12,000명의 병사는 제22연대 Light Dragoons, 제14연대 Foot, 제59연대 Foot, 69연대 Foot, 78연대 Foot, 89연대 Foot, 102연대 Foot 출신이었다. 영국 해군은 왕실 해병(Royal Marine)의 분견대를 제공하였다. 동인도회사는 마드라스 원주민 보병대(Madras Native Infantry)와 벵갈 원주민 보병대(Bengal Native Infantry)를 제공하였다. 동인도회사 인도 군대를 구성하는 병력 인원수 전체 중의 절반이었다. 제독 사무엘 오치머티(Samuel Auchmuty)는 총지휘관이었으나, 소장(Major General) 롤로 질레스피(Rollo Gillespie)에게 야전 지휘를 위임하였다. |                                        |                                        |                                        |                                                           |                                        |

## 참조
- Fregosi, Paul (1989). 《Dreams of Empire: Napoleon and the First World War 1792-1815》. Hutchinson. ISBN 0-09-173926-8.
- James, William (1847). 《The Naval History of Great Britain: From the Declaration of War by France in 1793, to the Accession of George IV》 6. London: R. Bentley.
- Woodman, Richard (2005). 《The Victory of Seapower: Winning the Napoleonic War 1806–1814》. London: Mercury Books. ISBN 1-84560-012-6.

## 추가 문헌
- Carey, Peter (1992). 《The British in Java, 1811-1816. A Javanese Account》. Oxford University Press.
- Boulger, Demetrius Charles (1897). 〈Chapter IV: The Java Expedition〉. 《The Life of Sir Stamford Raffles》. H. Marshall. 83–8쪽.